# Modlitba

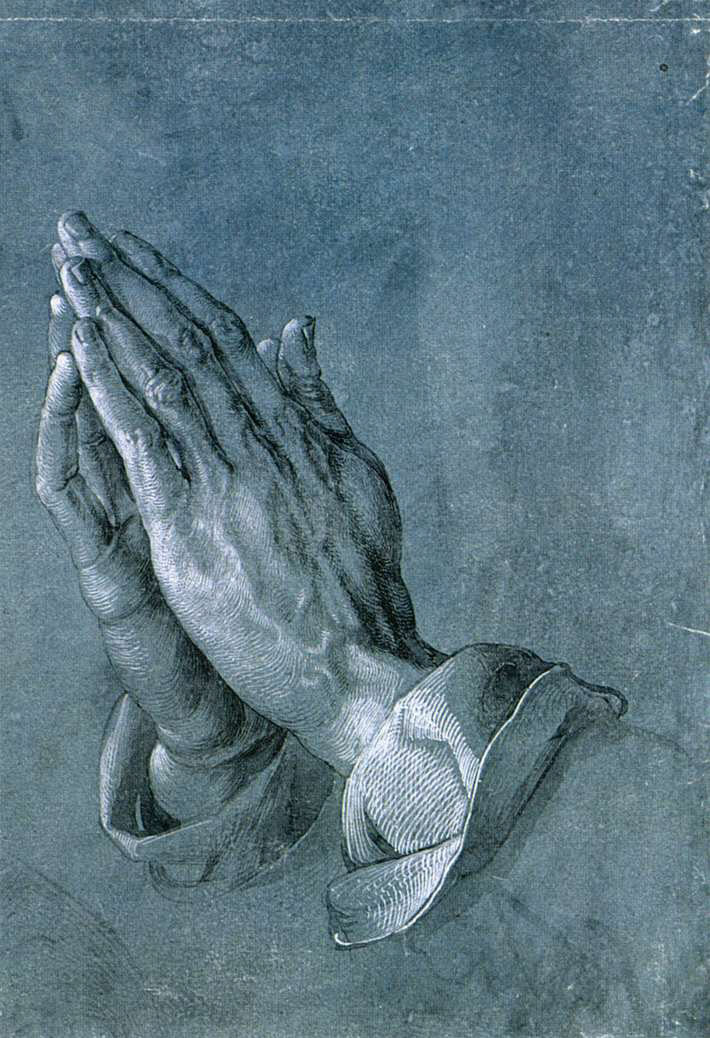
Albrecht Dürer, Modlící se ruce

Modlitba (z praslovanského *mold- snažně prosit, vzývat boha) je úkon, který má ústřední úlohu v mnoha náboženstvích. V modlitbě se člověk obrací k božstvu.

## Modlitba v různých náboženstvích
V teistických náboženstvích se rozlišuje modlitba, vyznačující se osobními a komunikačními prvky, a jiné náboženské úkony, např. rozjímání, zaklínání nebo magie. V buddhismu a hinduismu odpovídá modlitbě meditace. V konfucianismu a taoismu hrají modlitby vedlejší úlohu, v mnoha přírodních náboženstvích není dosud modlitební praxe prozkoumána.
Mnoho náboženských myslitelů a teologů se snažilo vyřešit paradox, jak je možné prostřednictvím modlitby člověka změnit neměnnou vůli boha. Shodují se však na tom, že boží vůli, která se snaží o dobro, není možné změnit, avšak smyslem modlitby je posílit lidskou vůli, povzbudit duši a tak se přizpůsobit této boží vůli ve změně k lepšímu. Modlitba může takto člověku podle některých otevřít nové zdroje poznání a pomoci mu, aby se zasadil o naplněních svých přání a představ.
Modlit se může člověk při bohoslužbě, společně s druhými, nebo sám. Bohoslužba sama může být modlitbou, jak je tomu v židovské šabatové bohoslužbě v synagoze, křesťanském slavení eucharistie či liturgii hodin či muslimské páteční modlitbě. Mnoho náboženství má pro modlitbu vyhrazenu pevnou dobu.
Modlitbu je možné zpívat, říkat nahlas anebo formulovat v duchu. V různých náboženstvích je modlitba doprovázena rozličnými gesty a držením těla, lze při ní stát, klečet, padat na zem, sklánět či pozvedat hlavu, spínat či rozpínat ruce. Tento postoj si většinou věřící volí podle tradice, sám a svobodně. K modlitbě se užívá i symbolů či dalších předmětů.
Existují liturgické modlitby s pevně stanoveným pořádkem, modlitby v dialogické podobě (např. litanie), modlitby předem formulované či spontánně formulované.

## Historická polyteistická náboženství
V řeckém a římském náboženství byla obřadná modlitba velmi formalistická a ritualizovaná. V případě, že se kněz při modlitbě spletl, bylo nutné tuto modlitbu zopakovat. Tento formalismus pak vedl např. k tomu, že opisovač zcela nerozuměl textu v řeči, kterou již neznal. Etruské modlitby užívali Římané ještě dlouho poté, co se etruština stala mrtvým jazykem. Římské modlitby a oběti byly často koncipovány jako právní smlouvání mezi božstvem a tím, kdo jej uctíval. Typickou pro ni byla fráze do ut des, „dávám, abys mi dal“.

## Židovství

### Modlitby

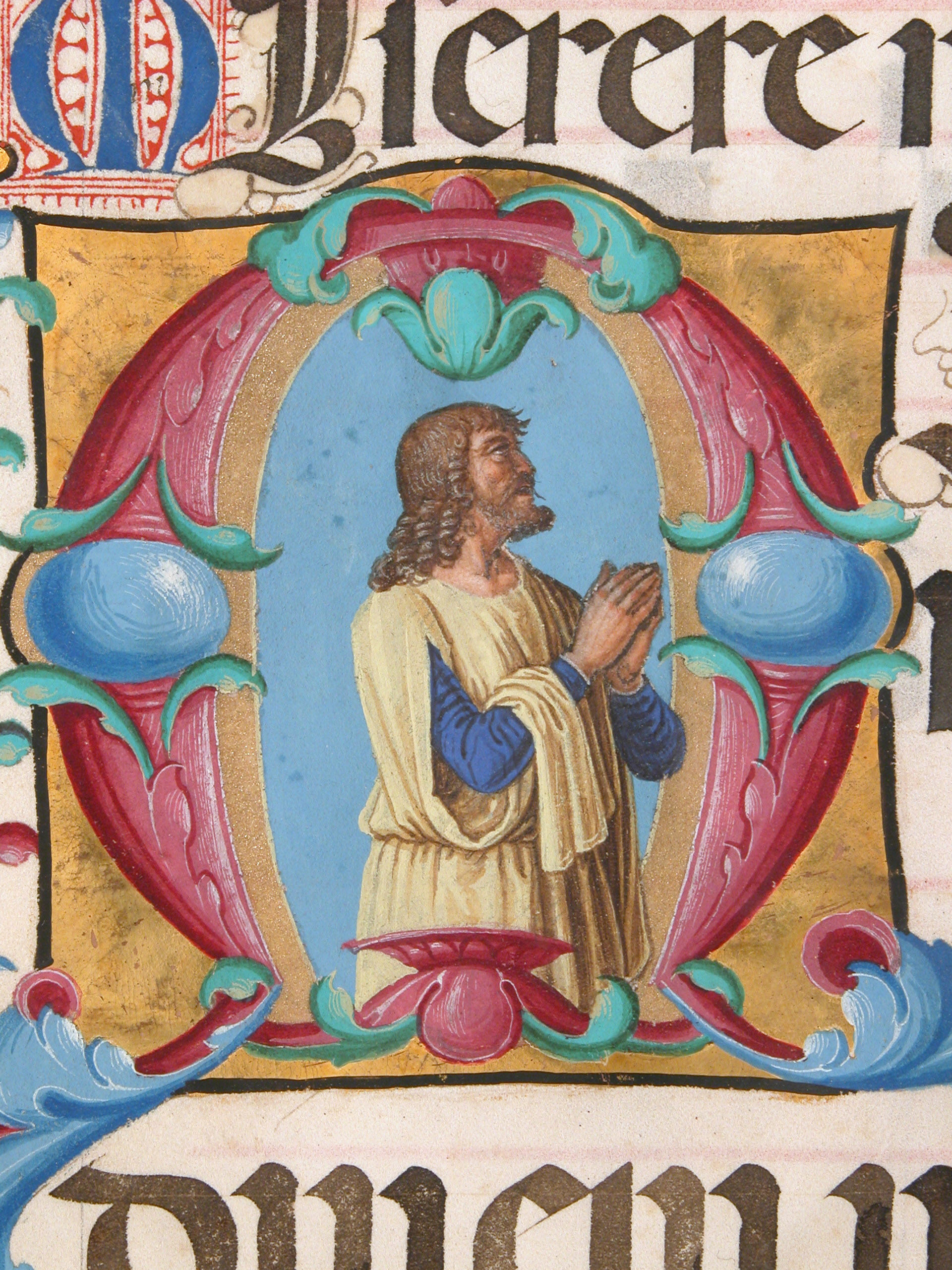
Rukopisná iluminace s modlícím se Davidem v iniciále písmeno M ze žaltáře.

V židovství je modlitba (hebrejsky תפלה‎ tfila) jedním z nejdůležitějších rituálů. Ortodoxní žid se modlí třikrát denně: ráno (šacharit), odpoledne (mincha) a večer (ma'ariv). Při modlitbě si muži zakrývají hlavu kipou a při ranní modlitbě používají talit (modlitební „šál“) a ve všední dny i tfilin (modlitební „řemínky“). Charakteristickým rysem židovské modlitby je, že ten, kdo se modlí, nesmí myslet jen na sebe a své vlastní zájmy, ale musí se stále přidružovat k modlitbě společenství, neboť jen tehdy může být modlitba vyslyšena.
Modlitby se recitují obvykle hebrejsky podle modlitební knihy, nazývané sidur. Texty některých modliteb se liší pro všední dny, postní dny, šabaty a svátky. K nejdůležitějším modlitbám patří např. Šema Jisra'el („Slyš, Izraeli“) či Amida (osmnáctero požehnání). Pravidelnou součástí liturgie je také recitace žalmů a obřadní čtení z Tóry.

### Požehnání
Požehnání (hebrejsky ברכה, bracha; pl. ברכות, brachot) je v judaismu modlitba recitovaná ve specifickém místě obřadu, liturgie nebo jiné činnosti. Účelem požehnání je vyjádřit uznání Boží svrchovanosti a Boha jako zdroje veškerého dění. Obvykle začínají slovy „Baruch ata Adonaj, Elohejnu, melech ha-olam, …“ („Požehnaný jsi Ty, Hospodine, Králi všehomíra, …“)
K domácí slavnosti šabatu, znamení boží smlouvy s vyvoleným národem patří žehnání světla dvou svící, které pronáší matka, a kiduš nad vínem, pronášený otcem.

## Křesťanství

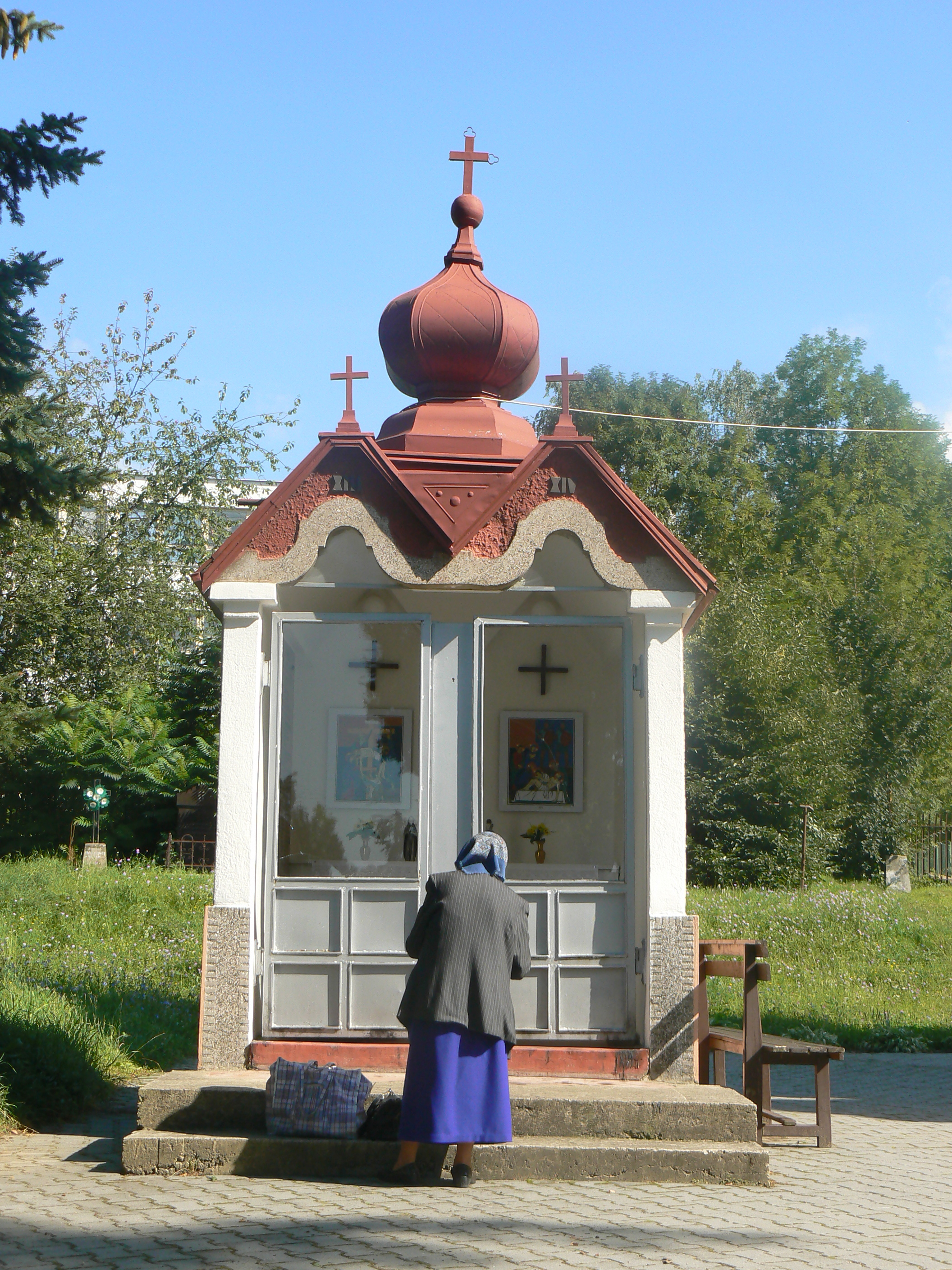
Modlící se žena.

Modlitba patřila a patří od počátku k nejdůležitějším výrazovým formám křesťanské víry. Již ve Starém zákoně nalezneme různé podoby modlitby: žalmy, prosby, díky, přímluvy, vzývání. Nejužívanější křesťanské modlitby mají svůj původ ve spisech Nového zákona – např. modlitba Páně či Magnificat. Oslavné hymny obsahuje zvláště Zjevení Janovo. Modlitba má ve všech křesťanských vyznáních ústřední místo dodnes a je brána jako rozhovor člověka s Bohem.
Všem křesťanským vyznáním je společná modlitba Páně, žalmy, modlitba formulovaná vlastními slovy a kostelní písně. Pravoslaví, katolická církev i anglikánská církev mají velmi bohatou tradici ustálených liturgických i osobních modliteb, aniž by rezignovaly na modlitbu vlastními slovy, která je charakteristická pro pietismus a letniční církve.
Křesťané se v modlitbě obracejí přímo k Bohu a věří, že Bůh jejich modlitby slyší. Modlitba přitom směřuje ke kterékoli z osob Nejsvětější Trojice – Otci, Synu či Duchu svatému.
Křesťané zároveň věří, že Bůh může k věřícímu v modlitbě promlouvat prostřednictvím Ducha svatého. Může se jednat o proroctví, osvícení či osobní vnuknutí, oslovení určitým veršem Písma svatého, popud k jednání v určité všední situaci. Prakticky všechna vyznání, ač uznávají možnost vzájemné komunikace mezi Bohem a člověkem, disponují určitými pravidly pro posuzování takovýchto proroctví či zjevení.

### Druhy modlitby

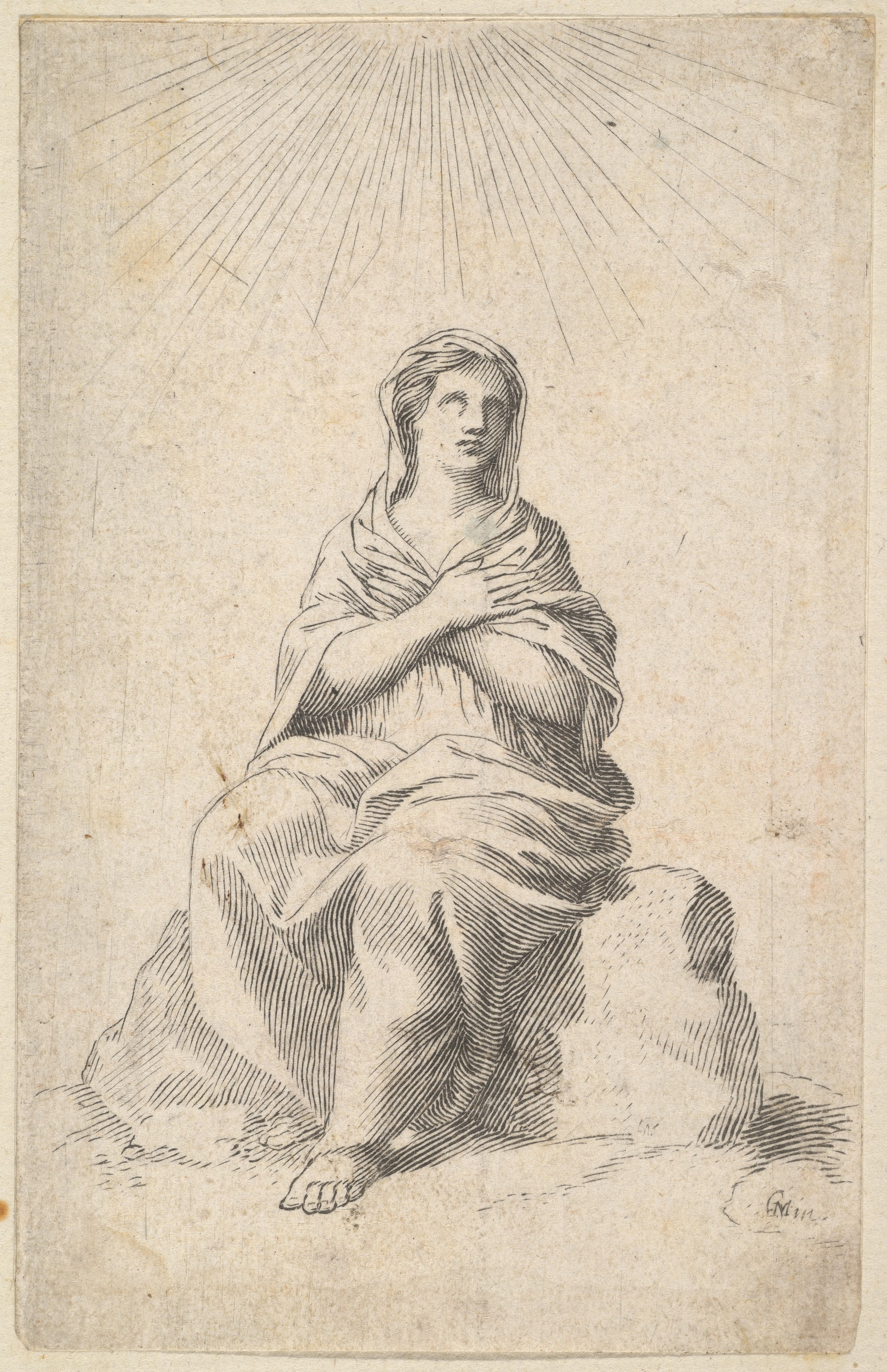
Sedící žena, zkřížené paže při modlitbě, Claude Mellan

Dělení na druhy modliteb není úplně správné, protože samo Písmo svaté modlitby takto nedělí, ale obsahuje řadu příkladů, jako jsou žalmy, starozákonní a novozákonní hymny, modlitby Pána Ježíše Krista; jednou z nich je i známá modlitba Páně – Otčenáš, modlitby apoštola Pavla apod.
Obecně lze říci, že modlitby se dají rozlišit:
- společné nebo v soukromí (osobní, soukromá)
- podle obsahu: díkůvzdání, prosba, přímluva, uctívání neboli velebení, chvála – vyjádření vděčnosti, volání o pomoc, nářek
- podle použití - liturgické ustálené jednotlivými církevními tradicemi, osobní, psané, vyslovené, střelné modlitby
- modlitby podle Boží vůle (modlitby srdce)
- modlitby v duchu a modlitby hlasité (čtené, zpívané)

Ve všech církvích se křesťané scházejí ke společné modlitbě – ať již v rámci bohoslužeb či jiných obřadů a shromáždění, v modlitebních hodinách, k modlitebním strážím.
Tichá společná modlitba uctívání je v katolické církvi zvaná adorace. V živých křesťanských rodinách se praktikuje společná modlitba. Například před jídlem, modlitba s dětmi. Mezi modlitby jsou počítány také modlitební písně či zhudebněné žalmy. Soukromá modlitba mívá podobu pevně formulované modlitby, denní tiché chvíle, rozjímání, kontemplace či vnitřní modlitba (neboli modlitba srdce).

### Modlitební postoje
Při společné mši jsou modlitební postoje v hlavních rysech určené. Jaký zaujímat postoj při ostatních modlitbách je věcí každého křesťana jako výraz úcty a oddanosti Bohu. Jednotlivé církve mají zavedeny určité zvyklosti - jako je křižování před modlitbou, chvilky ztišení, povstání nebo zakleknutí. Neexistuje žádný předepsaný modlitební postoj - pouze jsou osvědčené a doporučené. Z příkladů v Písmu svatém lze uvést: stání, pozdvižené dlaně, chůze, poloha na kolenou, tváří k zemi, v leže tváří k zemi, v sedě, sepnuté dlaně.
Modlitební postoj vychází z osobního poznání postavení člověka před Bohem, z momentální situace a místa, a vyplývá i z druhu přednášené modlitby.

### Citáty k modlitbě
"Marně se ústa modlí, když je srdce němé." Sv. Jan Zlatoústý
O modlitbě od Jana Klimaka:
Podstatou modlitby je společný rozhovor a sjednocení člověka s Bohem. Jejím cílem je držet svět pohromadě. Je to smíření s Bohem, matka i dcera slz, odčinění hříchů, most přes pokušení, ohrada před trýzní. Modlitba zažehnává spory, je to andělské dílo, potrava všech netělesných bytostí; budoucí radost, nekonečná činnost, pramen ctností, dárce milostí, neviditelný pokrok, duševní potrava, osvícení ducha, sekera proti zoufalství, zjevení naděje, modlitba zbavuje smutku, je to bohatství mnichů, poklad hésychastů, umenšení hněvu, zrcadlo duchovního pokroku, projev dosaženého úspěchu, odhalení duševního stavu, hlasatel věcí budoucích, znamení slávy. Člověku, který se skutečně modlí, je modlitba porotou i soudní síní, trůnem Páně – a to ještě před posledním soudem.
Ióannés Klimakos, Nebeský žebřík

## Islám
Základními modlitbami v islámu jsou pětkrát denně konané modlitby salát či salá, k nimž je povinován každý muslim. Pro sunnitské muslimy představuje salát jeden z pěti pilířů islámu, pro ší'itské muslimy jednu z deseti větví náboženství.
Islám zná též volné modlitby či prosby (du'á), které může muslim pronášet v různých dobách (např. po salá, před jídlem) a k různým příležitostem (např. za rodiče). Muslim se také může modlit du'á vlastními slovy za jakékoli potřeby.

## Hinduismus
V raném období hinduismu, v době Véd (1200 př. n. l.) se hymny obracejí k jednotlivým bohům, kteří jsou spojeni s jednotlivými oblastmi života. Recitace manter byla od počátku důležitým prostředkem náboženského života. Mantry často slouží úctě božstva, většinou jsou zpívány.
V hinduismu má modlitba velmi blízko k meditaci a pohroužení se. Pro modlitbu neexistují žádné obecné předpisy, zde se Hindové řídí rozličnými zažitými rodinnými tradicemi.

## Buddhismus
Buddhisté většinou odmítají bohoslužbu a kladou důraz především na meditaci. Ačkoli Bůh či božstva mohou být uznávána, Gautama Buddha tvrdí, že lidstvo má schopnost osvobodit se a má tak učinit bez vnější pomoci. Modlitba proto nemá tak důležitou úlohu jako v ostatních náboženstvích.

## Účinnost modlitby
Modlitba za druhé je např. ve Spojených státech amerických v hojné míře cílena na zlepšení zdraví dané osoby. Hovoří se tedy o použití modlitby coby „alternativní medicíny“ popř. se používá termín „hojení na dálku“.

### Modlitby za zotavení
Nejrozsáhlejší experiment svého druhu se odehrál ve Spojených státech amerických v dubnu 2006. Sponzorovala ho Templetonova nadace a zapojilo se do něj přibližně 1800 pacientů a šest léčebných středisek. Pokus, vedený doktorem Herbertem Bensonem z Harvard Medical School a dalšími vědci měl za cíl vyhodnotit, jaký efekt bude mít pro pacienty, čekající chirurgický zákrok srdce (operace bypassu), bude-li se za ně modlit jiný člověk. Experiment se týkal konkrétně křesťanského náboženství a mezi modlící se přihlásilo několik stovek dobrovolníků. Pacienti byli v rámci experimentu rozděleni do tří skupin po zhruba šesti stech. Pacientům v první skupině bylo přislíbeno, že se za ně bude někdo modlit. Pacientům z druhé a třetí skupiny bylo řečeno, že se za ně může ale též nemusí někdo modlit, přičemž za pacienty z druhé skupiny se dobrovolníci skutečně modlili a za pacienty ze třetí skupiny nikoliv. Modlícím se dobrovolníkům bylo den před zákrokem jim přiděleného pacienta předáno pacientovo křestní jméno a iniciály jeho příjmení. Modlit se měli za „úspěšný chirurgický zákrok s rychlým a zdravým zotavením bez komplikací“. Stav pacientů byl pro experiment monitorován po dobu 30 dní po zákroku.
U té skupiny pacientů, kterým bylo řečeno, že se za ně bude někdo modlit; nastaly zdravotní komplikace z 59 procent, u těch, kterým modlitba za jejich rychlé a zdárné uzdravení přislíbena nebyla, pak z 52 procent. Závěr studie tedy zněl tak, že „modlitby lidí za (zdárnou) srdeční operaci nemělo vliv na jejich zotavení.“
Co se týče reakcí na tento experiment, kritikové samotné této metody se podle článku serveru msnbc.com vyjádřili tak, že „boží reakce na modlitby prostě nemůže být zkoumána vědeckou studií“. Samotní výzkumníci explicitně předeslali, že „tato práce nedokáže určit, zdali bůh existuje nebo vyslyší modlitby někoho jiného – tato studie může pouze nahlédnout na dopad modlitby, nabízené coby část tohoto výzkumu.“

### Modlitby za otěhotnění
Další experiment týkající se účinnosti křesťanských přímluvných modliteb se zabýval vlivem modliteb na úspěšné umělé oplodnění žen. Pro experiment bylo 219 jihokorejských žen, které se průběhu 4 měsíců podrobily pokusům o umělé oplodnění (IVF). Ani samotné ženy, ani jejich ošetřující lékaři o experimentu nebyli informováni. Náhodným výběrem byly ženy rozděleny na experimentální a kontrolní skupinu přičemž z lékařského hlediska se procedura, kterou ženy s obou skupin podstoupily, nelišila.
Fotografie a krátké životní příběhy žen v experimentální skupině byly zaslány do několika křesťanských náboženských center v Kanadě, Spojených státech a Austrálii se žádostí, aby se členové církve po určenou dobu modlili za úspěch umělého oplodnění vybraných žen. Vzhledem k náhodnému rozdělené žen do obou skupin je možné zjištěné rozdíly v pravděpodobnosti úspěchu IVF (pokud jsou statisticky významné) připsat pouze experimentálnímu impulsu, v tomto případě přímluvné modlitbě. Ženy v kontrolní skupině otěhotněly v 26 % případů, ženy v experimentální skupině v 50 % případů, což je rozdíl silně statisticky významný na všech běžných hladinách významnosti (p=0,0013). Výsledky experimentu jsou považovaný za předběžné.
Později se ukázalo, že se v jednom z daných experimentů (z října 2001) se jednalo o neplodné ženy a tato studie byla kompletně zfalšovaná.

### Modlitba místo léků nebo ošetření
Ve 38 státech USA a D.C. je zakotveno v zákoně „uzdravení založené na víře“, tj. např. modlení bez podání léků nebo ošetření ve vztahu rodičů a jejich dětí. Tamní právo povoluje rodičům neošetřovat a neléčit své děti, pokud se za ně místo toho budou modlit, a např. ve státě Idaho v případě, že jejich děti zemřou, rodiče zprošťuje viny z trestných činů úmyslného či neúmyslného zabití a vraždy. „Léčení“ modlením je interpretován jako jedna z náboženských svobod.